# Bahnstrecke Gura Putnei–Putna
| Bahnhof in Putna |                      |              |              |
| |                      |              |              |
| Kursbuchstrecke (CFR): | 515                  |              |              |
| Streckenlänge: | 5,452 km             |              |              |
| Spurweite: | 1435 mm (Normalspur) |              |              |
| |                      |              |              |
| \| \| \| von Rădăuți \| \| \| \| 0,000 \| Gura Putnei \| Gura Putnei \| \| \| \| nach Brodina \| \| \| \| \| Putna Troiță \| \| \| \| \| Putna Centru \| \| \| \| 5,452 \| Putna \| Putna \| |                      |              |              |
| Strecke |                      | von Rădăuți  | von Rădăuți  |
| Bahnhof | 0,000                | Gura Putnei  | Gura Putnei  |
| Abzweig geradeaus und ehemals nach rechts |                      | nach Brodina | nach Brodina |
| Haltepunkt / Haltestelle |                      | Putna Troiță | Putna Troiță |
| Haltepunkt / Haltestelle |                      | Putna Centru | Putna Centru |
| Kopfbahnhof Streckenende | 5,452                | Putna        | Putna        |

Die Bahnstrecke Gura Putnei–Putna ist eine Nebenbahn in Rumänien. Sie verläuft im Nordosten des Landes im Tal des Flusses Putna durch das Gebirge Obcina Mare in der Bukowina.

## Geschichte
Während der Entstehung der Bahnstrecke lag diese auf dem Territorium Österreichs innerhalb der habsburgischen Doppelmonarchie.
Im Jahr 1889 ging die Bahnstrecke Dornești–Rădăuți der Gesellschaft Bukowinaer Lokalbahnen in Betrieb, die einige Jahre später von der Neuen Bukowinaer Lokalbahn übernommen wurde. Diese Gesellschaft erhielt im Jahr 1895 die Konzession zum Weiterbau der Strecke als Normalspurbahn in das Tal der Suceava bis Brodina (damals Frassin). Die Konzession verlangte, dass die Bauarbeiten sofort zu beginnen hätten und bis zum 1. Juli 1898 abzuschließen seien. Von dieser Strecke ausgehend wurde vom Bahnhof Gura Putnei (damals Karlsberg) eine Zweigbahn nach Putna errichtet. Sie wurde gemeinsam mit der Bahnstrecke Rădăuți–Brodina schließlich am 7. Juli 1898 eröffnet.
Die Zweigbahn diente vor allem dem Zugang zu den Wäldern südlich von Putna im Obcina Mare-Gebirge; hier betrieb der „Religionsfonds“ der Rumänisch-Orthodoxen Kirche ausgehend vom Kloster Putna eine intensive Forstwirtschaft. Zu Beginn des 20. Jahrhunderts wurden mehrere Schmalspurbahnen in die Täler oberhalb von Putna errichtet, in den 1980er Jahren aber alle wieder aufgegeben.
Nach dem Ersten Weltkrieg gelangte die Bukowina an Rumänien; die Strecke wurde durch die rumänische Staatsbahn CFR übernommen.

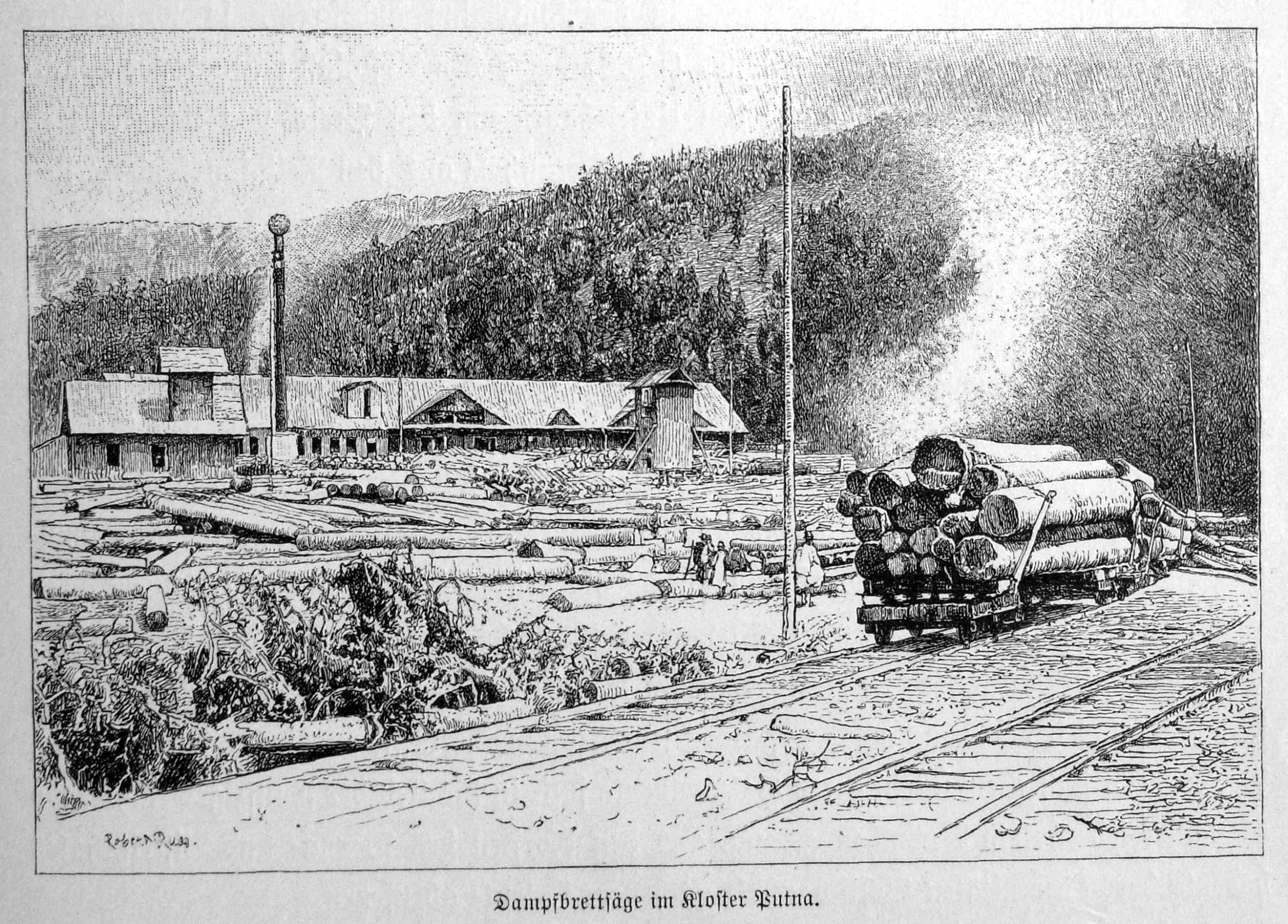
Holzwirtschaft in Putna, 1899

## Aktuelle Situation
Die Strecke ist eingleisig und nicht elektrifiziert. Sie ist Teil der Kursbuchstrecke 515 von Dornești nach Nisipitu bzw. Putna. Von touristischer Bedeutung ist die Möglichkeit des Zugangs zum Kloster Putna. 
2022 verkehrten in beide Richtungen zwei bis drei Nahverkehrszüge täglich. 
Im Juli 2008 wurde die Strecke durch Hochwasser geschädigt, jedoch rasch wieder in Betrieb genommen. Die CFR zieht in Erwägung, die defizitäre Strecke stillzulegen oder privaten Anbietern zu überlassen.